# 奇迹 (印度电视剧)
《卡里什玛——命运的奇迹》（英語：Karishma – The Miracles Of Destiny，中文译名“奇迹”），是一部印度电视剧，最初于2003年8月25日在Sahara One频道首播，共有262集，于2004年10月播放完毕。该剧主演包括卡丽诗玛·卡浦尔、桑贾伊·卡普尔、阿巴斯·汗、阿尔沙德·瓦尔西、维卡斯·巴拉、朱加尔·汉斯拉吉和阿尤布·汗。该剧由阿卡什迪普·萨比尔（Akashdeep Sabir）创作，由萨钦·鲍米克（Sachin Bhowmick）编剧，并由阿努拉格·巴苏（Anurag Basu）导演。主题曲由阿努·马利克（Anu Malik）作曲，并由索努·尼甘姆（Sonu Nigam）和萨普娜·穆克吉（Sapna Mukherjee）演唱。中国中央电视台曾于2007年引进该剧播出。

## 剧情
该剧改编自小说，讲述了一位印度女富豪迪威雅尼（Devyani）的故事，她从卑微的起点一路成长为一位非常成功的女企业家，她有两个已成年的儿子——贾亚（Jai）和萨米尔（Sameer），同时也是古纳尔（Kunal）等人的祖母，家庭成员及社会交往繁多。然而，由于迪威雅尼的富有以及一路走来的种种宿怨纠葛，其屡屡面临来自亲人、仇人、觊觎财产者的明戕暗害，包括在新西兰参加颁奖典礼时被枪手狙击、亲生女儿在交通事故中丧生、被儿媳联合外人在失智的情况下做换脸手术等，最终更是被策划谋杀并被凶手嫁祸给其孙女阿文尼。全剧采取闪回插叙形式，不断在迪威雅尼年轻和年迈的岁月中切换，围绕其生平及其家族展开叙事，情节跌宕曲折。

## 演员
- 卡丽诗玛·卡浦尔（Karisma Kapoor） 饰 迪威雅尼/阿文尼
- 桑贾伊·卡普尔（Sanjay Kapoor） 饰 阿玛尔（迪威雅尼丈夫）
- 阿巴斯·汗（Arbaaz Khan） 饰 阿尔纳夫
- 哈什·查亚（Harsh Chhaya） 饰 萨米尔（迪威雅尼之子，阿米丽达丈夫，古纳尔父亲）
- 阿尤布·汗（Ayub Khan） 饰 贾亚（迪威雅尼之子）
- 朱加尔·汉斯拉吉（Jugal Hansraj） 饰 古纳尔（萨米尔与阿米丽达之子）
- 希芭·阿卡什迪普（Sheeba Akashdeep） 饰 阿米丽达（迪威雅尼儿媳、萨米尔之妻、古纳尔之母）
- 雷沙姆·蒂普尼斯（Resham Tipnis） 饰 娜塔莎（拉贾之妻）
- 阿尔沙德·瓦尔西（Arshad Warsi） 饰 帕基亚
- 维卡斯·巴拉（Vikas Bhalla） 饰 阿琼
- 维斯瓦吉特·普拉丹（Vishwajeet Pradhan） 饰 塔古尔（阿琼的哥哥、阿尔纳夫的祖父、迪威雅尼仇敌）
- 贾亚蒂·巴蒂亚（Jayati Bhatia） 饰 塔古尔之妻
- 帕万·马尔霍特拉（Pavan Malhotra） 饰 拉贾
- 萨诺伯·卡比尔（Sanober Kabir） 饰 丽娅（古纳尔的女友）
- 蒂努·阿南德（Tinnu Anand） 饰 迪威雅尼家族律师
- 维杰·拉兹（Vijay Raaz） 饰 拉杜
- 拉朱·凯尔（Raju Kher） 饰 迪威雅尼的医生
- 迪普希卡·纳格帕尔（Deepshikha Nagpal） 饰 申杰娜（贾亚情妇）
- 萨迪卡·兰达瓦（Saadhika Randhawa） 饰 萨迪卡
- 玛尤里·康格（Mayuri Kango） 饰 曼希（迪威雅尼的女儿、阿文尼的母亲）
- 拉胡尔·罗伊（Rahul Roy） 饰 拉胡尔
- 乌代·提凯卡尔（Uday Tikekar） 饰 迪威雅尼的父亲

## 相关页面
- 互联网电影数据库（IMDb）上《奇迹》的资料（英文）